# Transporter glukozy
Transportery glukozy (GLUT, SLC2A) – grupa glikoprotein błonowych obecnych w błonie komórkowej ssaków i przenoszących przez nią glukozę.
Transportery glukozy zbudowane są z pojedynczego łańcucha polipeptydowego zawierającego 12 segmentów przezbłonowych.
| Rodzaj transportera | Lokalizacja                                       | Uwagi |
| ------------------- | ------------------------------------------------- | --- |
| GLUT-1              | - erytrocyty - naczynia mózgu - mięśnie - łożysko | - transportuje glukozę w sposób ciągły - w mięśniach aktywność jest stymulowana przez niedotlenienie i dietę |
| GLUT-2              | - wątroba - nerki - jelito - trzustka             | - w trzustce reaguje na wysokie stężenia glukozy - może działać dwukierunkowo - transportuje glukozę z wątroby do krwiobiegu - wraz z przenośnikiem symportowym uczestniczy w uwalnianiu glukozy z jelita do krwi |
| GLUT-3              | - układ nerwowy - nerki - łożysko                 | - transportuje glukozę w sposób ciągły |
| GLUT-4              | - mięśnie - tkanka tłuszczowa - serce             | - transporter insulinozależny |
| GLUT-5              | - mięśnie - plemniki - jelito cienkie             | - preferencyjny transport fruktozy |

Przeczytaj ostrzeżenie dotyczące informacji medycznych i pokrewnych zamieszczonych w Wikipedii.